# Genarps socken
Genarps socken i Skåne ingick i Bara härad och är sedan 1974 en del av Lunds kommun, från 2016 inom Genarps distrikt.
Socknens areal är 64,64 kvadratkilometer varav 62,93 land. År 1991 fanns här 2 885 invånare. Häckeberga slott, Toppeladugårds slott samt tätorten Genarp med sockenkyrkan Genarps kyrka ligger i socknen. 

## Administrativ historik
Socknen har medeltida ursprung. 
Vid kommunreformen 1862 övergick socknens ansvar för de kyrkliga frågorna till Genarps församling och för de borgerliga frågorna bildades Genarps landskommun. Landskommunen utökades 1952 och uppgick 1974 i Lunds kommun. Församlingen utökades 1995.
1 januari 2016 inrättades distriktet Genarp, med samma omfattning som Genarps församling fick 1995 och vari sockenområdet ingår.
Socknen har tillhört län, fögderier, tingslag och domsagor enligt vad som beskrivs i artikeln Bara härad. De indelta soldaterna tillhörde Södra skånska infanteriregementet, Livkompaniet. 

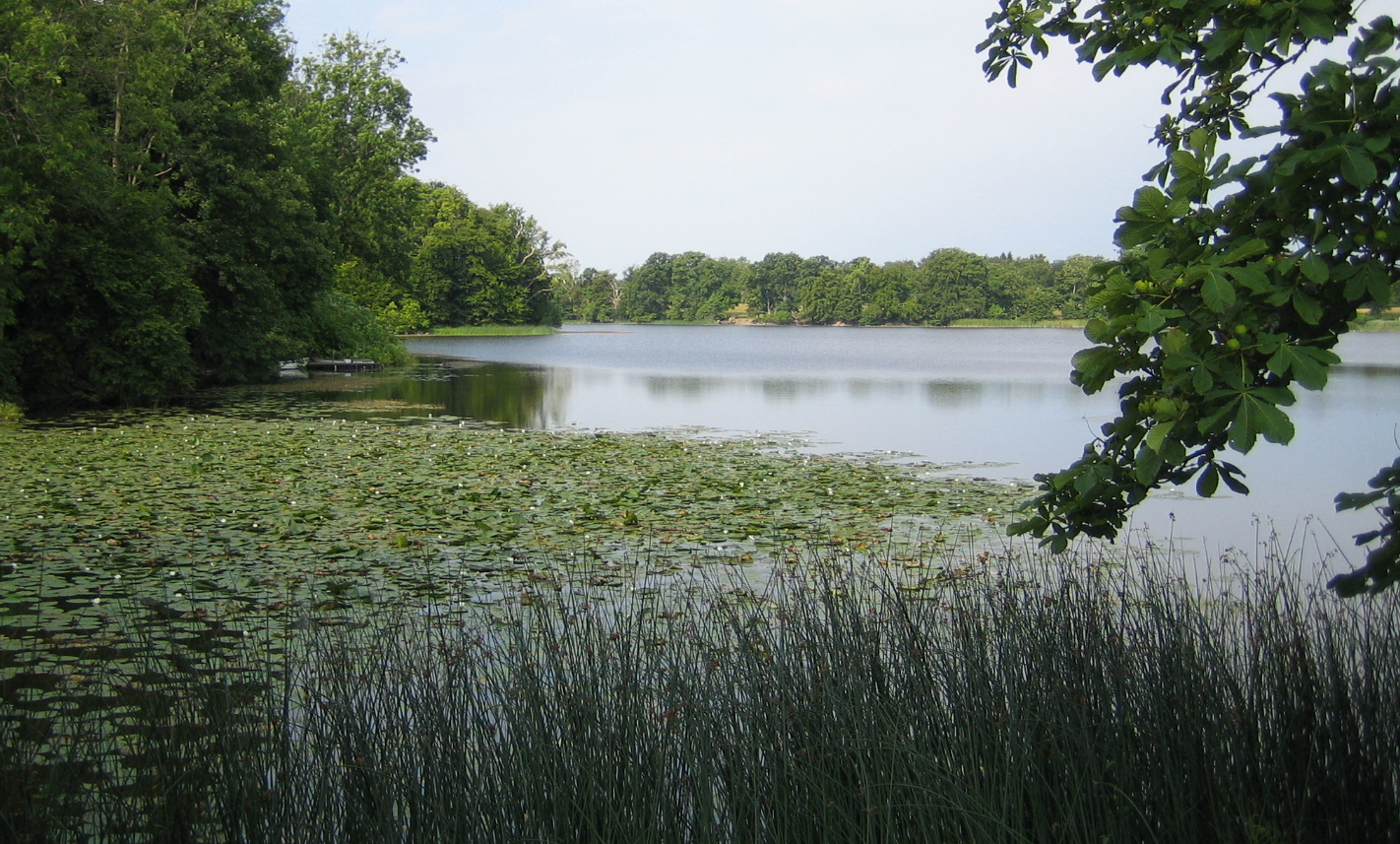
Häckebergasjön

## Geografi
Genarps socken ligger sydost om Lund med Romeleåsen i nordost och kring Häckebergasjön. Socknen är i nordväst och i söder en odlingsbygd och i övrigt en kuperad skogsbygd.

## Fornlämningar
Cirka 25 boplatser samt lösfynd från stenåldern är funna. Från bronsåldern finns en gravhög. Ett fåtal stensättningar finns här.

## Namnet
Namnet skrevs 1306 Genathorp och kommer från kyrkbyn. Efterleden är torp, 'nybygge'. Förleden kan kanske innehålla gen, 'mittemot' syftande på läget mittemot byn Gödelöv..